# 365-та піхотна дивізія (Третій Рейх)
365-та піхотна дивізія (Третій Рейх) (нім. 365. Infanterie-Division) — піхотна дивізія Вермахту, що входила до складу німецьких сухопутних військ у роки Другої світової війни.

## Історія з'єднання
365-та піхотна дивізія була сформована 10 березня 1940 року як дивізія земельних стрільців (нім. Landesschützen) в ході 9-ї хвилі мобілізації вермахту. Її штабний персонал комплектувався за рахунок особового складу оберфельдкомендатури Тарнів (нім. Oberfeldkommandantur Tarnow) (який у свою чергу був утворений 14 жовтня 1939 року з 570-ї та 647-ї польових комендатур). Спочатку дивізія складалася з трьох піхотних полків під номерами 647-й, 648-й і 649-й. 648-й піхотний полк спочатку мав лише два укомплектовані батальйони, тоді як інші два полки мали по три, тобто загалом вісім батальйонів у дивізії. Крім того, 365-та піхотна дивізія мала в штаті артилерійську батарею, велосипедну роту та роту зв'язку.
15 червня 1940 року 648-й піхотний полк із запізненням розгорнув третій батальйон, довівши штатну чисельність дивізії до дев'яти батальйонів. 24 червня дивізія отримала завдання розпочати формування спеціального артилерійського полку (під назвою 365-й артилерійський полк), але це перервали, коли саму дивізію розпустили 1 серпня 1940 року. Штаб дивізії пізніше став основою формування 365-ї оберфельдкомендатури (нім. Oberfeldkommandantur 365) у Львові (окупована Німеччиною Україна), тоді як полки були передислоковані до Ульма для подальшого розподілу. Там на основі колишньої 365-ї піхотної дивізії було розгорнуто сім самостійних батальйонів вартової охорони (нім. Heimat-Wach-Bataillone) для охорони військовополонених.
Дивізією протягом усього терміну служби командував генерал-майор Конрад Газе, який згодом став відомим під час своєї служби в 302-й піхотній дивізії як німецький командувач під час нещасливого Дьєпського рейду союзників у 1942 році.

## Райони бойових дій
- Польща (березень — серпень 1940)

## Командування

### Командири
- генерал-майор Конрад Газе (10 березня — 1 серпня 1940)

### Підпорядкованість
| Час        | Корпус | Армія | Група армій (округ)              | Штаб               |
| ---------- | ------ | ----- | -------------------------------- | ------------------ |
| 1940       |        |       |                                  |                    |
| 10 березня |        | 16 А  | Військова адміністрація у Польщі | Південна Польща    |
| липень     |        | 18 А  | ОКГ                              | Південна Польща    |
| серпень    |        |       |                                  | V військовий округ |

### Склад
| 1940                                   |
| -------------------------------------- |
| 647-й піхотний полк                    |
| 648-й піхотний полк                    |
| 649-й піхотний полк                    |
| 365-та артилерійська батарея           |
| 365-та велосипедна рота                |
| 365-та дивізійний рота зв'язку         |
| 365-те дивізійне управління постачання |